# Eohypochthonius crassisetiger
Eohypochthonius crassisetiger är en kvalsterart som beskrevs av Aoki 1959. Eohypochthonius crassisetiger ingår i släktet Eohypochthonius och familjen Hypochthoniidae. Inga underarter finns listade i Catalogue of Life.